# Thérophyte

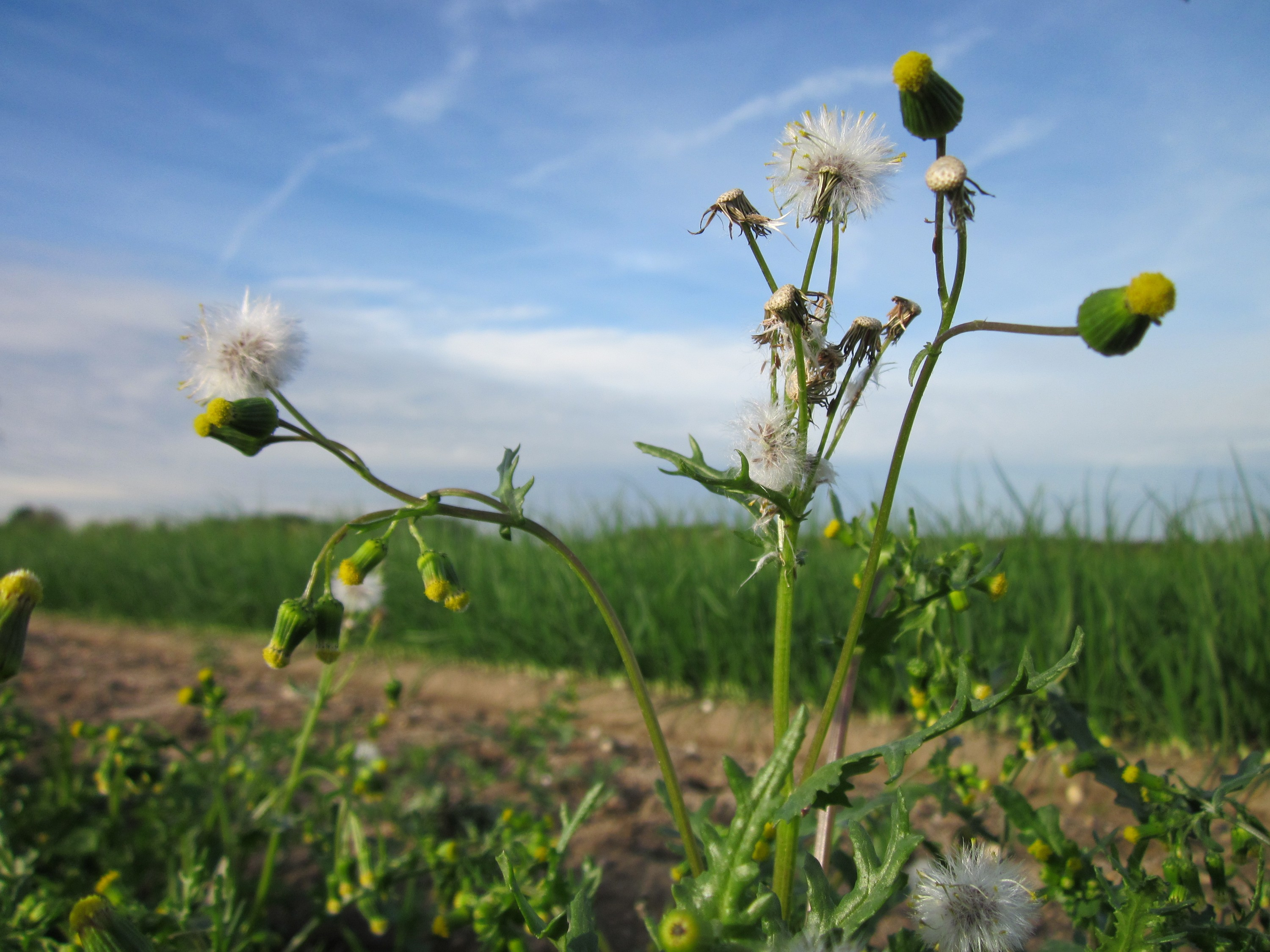
Le séneçon commun est une thérophyte particulièrement abondante dans les cultures sarclées.

Les thérophytes sont des plantes à cycle annuel qui survivent à la mauvaise saison sous la forme de graines, toutes les parties végétatives étant détruites par la dessiccation due au gel ou à la sécheresse. Ce sont des plantes annuelles estivales (Chenopodium hybridum (sv), Draba muralis, Solanum nigrum, Datura stramonium) ou hivernantes   (Bromus arvensis, Cerastium semidecandrum, Arenaria serpyllifolia, Draba verna, Thlaspi arvense, Trifolium arvense, Arabidopsis thaliana, Galium aparine, Veronica hederifolia, Centaurea cyanus, Sinapis arvensis, Crepis tectorum) et à développement rapide.
Le terme est formé de deux racines grecques : théros, la belle saison et phytos, la plante.
On trouve parmi les thérophytes de nombreuses plantes cultivées comme le haricot ainsi que de nombreuses adventices, plantes rudérales ou mauvaises herbes des cultures.
Les thérophytes constituent l'un des cinq groupes de plantes de la classification écologique due à Christen Christiansen Raunkiær.
Le botaniste Daniel Chicouène note que Raunkiær confond les annuelles hivernales stricto sensu et les sempervirentes alors que des herbes sempervirentes annuelles de la flore arvale ne sont pas des thérophytes (elles n’ont pas de saison de repos, levant, fleurissant et produisant toute l'année des graines qui germent à tout moment).